# Reação do halofórmio
A reação do halofórmio é uma reação orgânica na qual se produz um halofórmio (CHX3, onde X é um halogênio) por halogenação exaustiva de uma metilcetona (uma molécula que contem o grupo R-CO-CH3) em presença de uma base. R pode ser hidrogênio, um radical alquila ou um radical arilo. A reação pode ser utilizada para produzir CHCl3, CHBr3 ou CHI3.

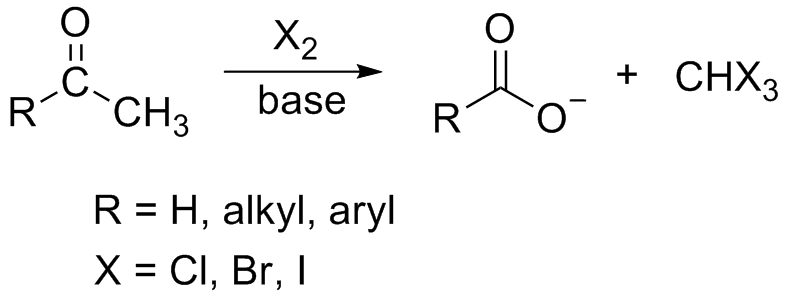
Esquema da reação do halofórmio.